# Cryptococcus dimennae
Cryptococcus dimennae är en svampart som beskrevs av Fell & Phaff 1967. Cryptococcus dimennae ingår i släktet Cryptococcus och familjen Tremellaceae.   Inga underarter finns listade i Catalogue of Life.